# Liste abgegangener Bauwerke in Lübeck-Travemünde
Die Liste abgegangener Bauwerke in Lübeck-Travemünde enthält Bauten des Lübecker Stadtteils Travemünde, die nicht mehr existieren.
Die Bauwerke sind nach Straßennamen und Hausnummern geordnet, wobei – außer in Ausnahmefällen – die heutige Straßeneinteilung und das heute verwendete Hausnummernschema zugrunde gelegt werden.

## Bauten ohne Straßenzuordnung
| Bezeichnung                                                                   | Standort                    | Erbaut | Zerstört | Besonderheiten und Anmerkungen | Abbildung |
| ----------------------------------------------------------------------------- | --------------------------- | ------ | -------- | --- | --------- |
| Priwall-Hütte des Touristenvereins „Die Naturfreunde“, Ortsgruppe Lübeck e.V. | Priwall                     | 1923   | 1939     | Die Lübecker Ortsgruppe der Naturfreunde errichtete ihr erstes Haus auf dem Priwall in Eigenleistung 1923. 1939 wurden Grundstück und Gebäude enteignet, da der gesamte Priwall als militärisches Sperrgebiet an die Erprobungsstelle See fiel, das Haus wurde abgebrochen. |           |
| Pferderennbahn                                                                | Priwall                     | 1882   | 1940     | Die 1882 eröffnete Pferderennbahn (erste Rennen fanden am 5. u. 6. August 1882 statt) wurde während der militärischen Nutzung des Priwalls 1940 beseitigt. |           |
| Tribüne der Pferderennbahn                                                    | Priwall                     | 1904   | 1940     | 1904 wurde für die Pferderennbahn eine zerlegbare Holztribüne angeschafft, die nach der Beseitigung des Rennplatzes 1940 nicht mehr benötigt wurde. |           |
| Restauration der Pferderennbahn                                               | Priwall                     |        | 1905     | Bis 1905 verfügte die Rennbahn über einen Restaurationspavillon; nach seinem Abbruch erfolgte die Bewirtung der Zuschauer in einem Restaurantzelt. |           |
| Seetempel                                                                     | Südende des Brodtener Ufers | 1820   | 1872     | Der Pavillon am Rand der Steilküste findet Erwähnung in Thomas Manns Roman Buddenbrooks. Das Bauwerk wurde beim Ostseesturmhochwasser 1872 zerstört. |           |
| Wasserturm                                                                    |                             | 1906   | 1977     | Für das neue Hochdruckwassernetz wurde auf dem Kalvarienberg ein 33 Meter hoher Wasserturm errichtet, über dessen Eingangstür sich der Lübecker Adler und die Jahreszahl 1906 befanden. Obwohl ursprünglich nicht für diesen Zweck vorgesehen, wurde der Turm dank seiner umlaufenden Galerie auch als Aussichtsturm genutzt. Nach der Erneuerung des Wassernetzes in den 1970er Jahren war der Wasserturm überflüssig geworden; da sich kein Interessent für die Übernahme und Weiterführung als Aussichtsturm fand, wurde er 1977 abgetragen. |           |

## Am Leuchtenfeld
| Adresse oder Standort                         | Bezeichnung | Erbaut | Zerstört | Besonderheiten und Anmerkungen | Abbildung |
| --------------------------------------------- | ----------- | ------ | -------- | --- | --------- |
| Standort: Äußerstes Ostende des Leuchtenfelds | Redoute     | 1811   | 1814     | Zum Schutz der Travemündung vor britischen Angriffen ließ die französische Besatzungsmacht ab April 1811 am äußersten Ostende des Leuchtenfelds, bei der Einmündung des Flusses in die Ostsee, eine Festungsanlage errichten, wozu die Bewohner der Umgegend zur Zwangsarbeit herangezogen wurde. Die Befestigung in Form eines unregelmäßigen Achtecks von Wällen und einem massiven Zentralbau sah niemals Kampfhandlungen und wurde auf Befehl des schwedischen Generals Charles de Suremain vom 30. März 1814 durch einen Militäringenieur kartographisch aufgenommen und anschließend für 800 Courantmark auf Abbruch verkauft.                                                                                           |           |
| Standort: Äußerstes Ostende des Leuchtenfelds | Schanze     | 1848   | 1867     | Mit Ausbruch des Schleswig-Holsteinischen Kriegs wurde auf Anordnung des Deutschen Bundes die Küste in Verteidigungsbereitschaft versetzt, da man eine Ausweitung der Feindseligkeiten befürchtete. Am 3. Mai wurden Einheiten des Lübecker Militärs in Travemünde einquartiert und legten dort unter anderem eine mit 16 Geschützen bestückte Schanze auf dem Leuchtenfeld an. Ein Angriff auf Travemünde erfolgte jedoch während des gesamten Kriegs nicht. 1853 wurde das vorhandene Material verkauft, nur einige Kanonen blieben in unverwendbarem Zustand zurück. Die Schanze wurde dem Verfall überlassen, ihre Wälle dienten in den folgenden Jahren Badegästen als Aussichtspunkte. 1867 wurde die Anlage eingeebnet. |           |

## Am Priwallhafen
| Adresse und/oder Standort                                             | Bezeichnung | Erbaut | Zerstört | Besonderheiten und Anmerkungen | Abbildung |
| --------------------------------------------------------------------- | ----------- | ------ | -------- | --- | --------- |
| Heute nicht mehr vorhandener Uferabschnitt am Anfang des Passathafens | Kohlenhof   | 1834   | 1964     | Da die Dampfschiffe der 1830 eröffneten Linie nach St. Petersburg in Travemünde Kohlen bunkern mussten, wurde 1832 zunächst ein provisorischer Lagerplatz für Steinkohle auf dem Leuchtenfeld ausgewiesen. 1834 entstand als Dauereinrichtung der Kohlenhof auf dem Priwall. Das Kohlelager wurde überflüssig, nachdem die Dampfschiffe durch den Ausbau der Trave bis nach Lübeck weiterfahren konnten. Der Kohlenhofpavillon und der zugehörige Kai dienten fortan als Fährhaus und Anleger der mittleren Priwallfähre. Bei der Verbreiterung des Travefahrwassers 1963/64 musste hier die Uferlinie zurückverlegt werden, wodurch die Bauten des Kohlenhofs verschwanden. An ihn erinnert der damals neu erbaute Kohlenhofkai für Fischkutter und Privatboote. |           |

## Auf dem Baggersand
| Adresse oder Standort | Bezeichnung                                    | Erbaut | Zerstört | Besonderheiten und Anmerkungen | Abbildung |
| --------------------- | ---------------------------------------------- | ------ | -------- | ------------------------------ | --------- |
| Auf dem Baggersand 15 | Fabrikationshallen der Firma Alfred Hagelstein |        | 2018     |                                |           |

## Außenallee
| Adresse oder Standort                           | Bezeichnung                                                     | Erbaut  | Zerstört | Besonderheiten und Anmerkungen | Abbildung |
| ----------------------------------------------- | --------------------------------------------------------------- | ------- | -------- | --- | --------- |
| Außenallee 6                                    | Hansa-Haus, später Hansa-Hotel                                  | 1873    | 1971     | Das Hansa-Haus war ursprünglich als Ersatz für das beim Ostseesturmhochwasser 1872 zerstörte Warmbadehaus errichtet worden; im Erdgeschoss befanden sich die Baderäume, im oberen Stockwerk Gästezimmer. Nachdem 1884 neben dem Kurhaus ein neues Warmbadehaus errichtet worden war, wurde das Gebäude komplett zum Hotel umgebaut und wechselte entsprechend seinen Namen. 1971 wurde das Hansa-Hotel für den Bau des Maritim Travemünde abgerissen. |           |
| Außenallee 8                                    | Lembke-Haus                                                     | 1824    | 1967     | Der Lübecker Protonotar Christian Heinrich Lembke, Mitbegründer des Seebads Travemünde, ließ sich dieses klassizistische Sommerhaus als erste private Villa des Bades von Joseph Christian Lillie errichten. Das „Lembkehaus“ hätte auch „Haus Behrens“ heißen können, da diese es nach Lembkes Tod 120 Jahre lang besaß. Nach dem Luftangriff auf Lübeck wurden hier einige Familien einquartiert. Als neuer Besitzer ließ die Stadt, deren Senat das Haus nicht erhalten wollte, das Haus verfallen. Ab 1965 stand es leer und wuchs zu. Mit einer Spende von 150.000 DM setzen sich die Bürger für den Erhalt des Hauses ein. Nachdem es eine Brandstiftung am 14. Juli 1967 weiter beschädigte, riss man am 11. November seine beiden Seitenflügel und in der Woche darauf den Mitteltrakt ab. |           |
| Außenallee 10                                   | Autoliebchen; ursprünglich Warmbadehaus, zuletzt Kurhaus-Klause | 1884    | 2004     | Da die Warmbadeeinrichtungen im Hansa-Haus (siehe Außenallee 6) zu klein bemessen waren, wurde unmittelbar neben dem Kurhaus ein separates neues Warmbadehaus mit 12 Badekabinen errichtet. Nach der Fertigstellung des neuen Warmbads 1901 wurde es nicht mehr benötigt und 1914 zu einem Hotel-Restaurant umgebaut, das über eigene Garagen verfügte und sich an das neue Gästesegment der Autofahrer richtete; entsprechend lautete der Name des Hauses Autoliebchen. In den 1920er Jahren wurde das Gebäude mit einem festen Garagenanbau erweitert und nach dem Zweiten Weltkrieg in Kurhaus-Klause umbenannt. 2004 wurde es wegen Baufälligkeit im Zuge der Modernisierungsarbeiten am Kurhaus abgerissen; an seiner Stelle befindet sich heute ein Parkplatz.                               |           |
| Außenallee 10 (ursprünglich: Im Badegarten 178) | Kurhaus bzw. Gesellschaftshaus oder Speisehaus                  | 1802    | 1912     | Das erste Kurhaus Travemündes entstand nach einem Entwurf Joseph Christian Lillies. Das ursprünglich kleinere Gebäude wurde im Verlauf des 19. Jahrhunderts zweimal erweitert, womit der bauliche Zustand erreicht war, der bis zum Abriss zugunsten eines Neubaus Bestand hatte. |           |
| Ursprüngliche Adresse: Im Badegarten 176        | Chinesischer Pavillon                                           | 1802    | 1835     | Der Pavillon neben dem Kurhaus wurde gleichfalls von Joseph Christian Lillie entworfen. |           |
| Ursprüngliche Adresse: Im Badegarten 176        | Arkadenhaus                                                     | 1836    | 1960     | Das Gebäude neben dem Kurhaus trat an die Stelle von Lillies Chinesischem Pavillon und beherbergte eine Konditorei, ein Lesezimmer, ein Billardzimmer sowie im Obergeschoss Gästezimmer. Es wurde abgebrochen, um Platz für den Bau des neuen Kursaals zu schaffen. |           |
| Außenallee 10                                   | Logierhaus                                                      | 1804    | 1861     | Das in ortstypischem Fachwerk errichtete, reetgedeckte Logierhaus mit den zwei vorspringenden Flügeln befand sich unmittelbar neben dem Arkadenhaus und diente als Unterkunft für bis zu 20 schwache und kranke Badegäste. |           |
| Außenallee 10                                   | Schweizerhaus                                                   | 1861/62 | 1960     | Das nicht mehr zeitgemäße Logierhaus von 1804 wurde 1861 abgebrochen und durch einen Neubau mit ähnlichem dreiflügligem Grundriss ersetzt. Aus nicht mehr nachvollziehbaren ästhetischen Erwägungen heraus wurde das Gebäude in schweizerisch-alpinem Stil aufgeführt. Im Winter 1960 wurde das Schweizerhaus zusammen mit dem angrenzenden Arkadenhaus für den Bau des Kursaals abgerissen, der seinerseits 2002 einem neuen Hotelbau weichen musste. |           |
|                                                 | Musikpavillon                                                   | 1824    | 1903     | Der Musikpavillon vor dem Kurhaus diente den Konzerten der Kurkapelle. Am 3. Februar 1903 wurde der Abbruch zugunsten eines erheblich größeren Neubaus beschlossen |           |
|                                                 | Musikpavillon                                                   | 1903    | 1962     | Der zweite Musikpavillon (links im Bild), errichtet am selben Ort wie sein Vorgänger. 1962 abgerissen und ersetzt durch einen Nachfolgebau, der dichter am Meer im Brügmanngarten steht. |           |

## Backbord
| Adresse oder Standort | Bezeichnung                                | Erbaut | Zerstört | Besonderheiten und Anmerkungen | Abbildung |
| --------------------- | ------------------------------------------ | ------ | -------- | --- | --------- |
| Backbord 27           | Während des Ersten Weltkriegs Weddigenheim | 1914   | 1981     | Die erst kurz zuvor erbaute Villa wurde von Hamburger Kaufleuten am 27. Januar 1915 der Kaiserlichen Marine als Erholungsheim für U-Boot-Offiziere zur Verfügung gestellt und erhielt zu Ehren von Otto Weddigen den Namen Weddigenheim. Nach dem Ersten Weltkrieg diente sie wieder als Wohnhaus. Seit ihrem Abbruch 1981 gibt es in der Straße Backbord kein Haus mit der Nummer 27 mehr. |           |

## Bertlingstraße
| Adresse oder Standort | Bezeichnung   | Erbaut | Zerstört | Besonderheiten und Anmerkungen | Abbildung |
| --------------------- | ------------- | ------ | -------- | --- | --------- |
| Bertlingstraße 21     | Strandbahnhof | 1900   | 1911     | Der erste Strandbahnhof in sehr einfacher Holz- und Fachwerkbauweise war ein Provisorium und wurde bereits nach 11 Jahren durch den heute noch bestehenden Nachfolgebau ersetzt. |           |

## Grönlandstraße
| Adresse und/oder Standort | Bezeichnung         | Erbaut | Zerstört | Besonderheiten und Anmerkungen | Abbildung |
| ------------------------- | ------------------- | ------ | -------- | --- | --------- |
| Grönlandstraße 78         | Gneversdorfer Mühle | 1850   | 1907     | Die Getreidemühle, ein Galerieholländer, brannte 1907 ab und wurde nicht wiederaufgebaut. Erhalten blieb nur der aus Ziegelmauerwerk aufgeführte achteckige Unterbau, der noch heute existiert und mittlerweile zum Ferienhaus umgebaut wurde. |           |

## Gneversdorfer Weg
| Adresse und/oder Standort | Bezeichnung   | Erbaut | Zerstört | Besonderheiten und Anmerkungen                         | Abbildung |
| ------------------------- | ------------- | ------ | -------- | ------------------------------------------------------ | --------- |
| Gneversdorfer Weg         | Stellwerk Trw |        | 2003     | Stellwerk am Bahnübergang Gneversdorfer Weg, Nordseite |           |

## Helldahl
| Adresse und/oder Standort   | Bezeichnung               | Erbaut    | Zerstört | Besonderheiten und Anmerkungen | Abbildung |
| --------------------------- | ------------------------- | --------- | -------- | --- | --------- |
| Helldahl 12, Brodtener Ufer | Restaurant-Café Seetempel | 1898/1905 | 1930     | Das Lokal am Ende der heutigen Straße Helldahl wurde 1889 als kleiner Fachwerkpavillon erbaut, 1900 um Veranda und Kaffeegarten ergänzt und bei einem grundlegenden Umbau 1905 abermals erweitert. Am 3. Februar 1930 brannte das Gebäude innerhalb von nur 20 Minuten vollständig ab. |           |
| Helldahl 12, Brodtener Ufer | Restaurant-Café Seetempel | 1930      | 1987     | Der noch 1930 errichtete Nachfolgebau des Seetempels, ein von Willy Glogner und Paul Vermehren entworfenes Klinkergebäude im Stil der neuen Sachlichkeit, musste 1987 der Errichtung von Appartementhäusern weichen.                                                                   |           |

## Hermannshöhe
| Adresse und/oder Standort      | Bezeichnung             | Erbaut                                | Zerstört | Besonderheiten und Anmerkungen | Abbildung |
| ------------------------------ | ----------------------- | ------------------------------------- | -------- | --- | --------- |
| Hermannshöhe 1, Brodtener Ufer | Restaurant Hermannshöhe | 1915, mehrfach erweitert und umgebaut | 2011     | Das Ausflugslokal wurde abgebrochen, weil der Sanierungsbedarf zu groß war, der Ersatzbau wurde am 1. Mai 2012 eingeweiht und am 20. Mai für den regulären Betrieb eröffnet. Die Adresse lautet tatsächlich Hermannshöhe 1; der Zufahrtsweg war 1974 unter demselben Namen wie das Restaurant als Straße gewidmet worden. |           |

## Kaiserallee
| Adresse und/oder Standort         | Bezeichnung    | Erbaut  | Zerstört     | Besonderheiten und Anmerkungen | Abbildung |
| --------------------------------- | -------------- | ------- | ------------ | --- | --------- |
| Kaiserallee 4 / Strandpromenade 8 | Fürstenhof     | 1899    | 1959         | Das Haus beherbergte ursprünglich bis zur Fertigstellung des neuen Kurhauses 1914 die Büros der Kurverwaltung und das Lesezimmer für Kurgäste. Danach wurde es unter dem Namen Fürstenhof zum Hotel umgebaut. 1959 wurde es abgebrochen, um für den 1960/61 errichteten Neubau eines siebenstöckigen Hotels der Eurotel-Gruppe Platz zu schaffen; dieser Bau ist heute eine Eigentumswohnung-Anlage. |           |
| Kaiserallee 30                    | Strandpavillon | 1927    | 1970er Jahre | Der im Stil der Neuen Sachlichkeit errichtete Ersatz für den an der Strandpromenade gelegenen Vorgängerbau von 1882 wurde zugunsten der Errichtung von Eigentumswohnungen abgebrochen. |           |
| Kaiserallee 47                    | Haus Hübner    | um 1900 | 1960er Jahre | ab 1909 Hauptwohnsitz des Malers Ulrich Hübner (Impressionist) und seiner Frau Irma. Im Haus ein Atelier. 1929 verkauft. Später, um 1938 „Lindenhaus“, betrieben als Gästehaus von Louise Kindle mit über 62 Betten. |           |
| Kaiserallee 57                    | Ostsee-Hotel   | 1910    | nach 1972    | Das Hotel war 1972 noch in Betrieb und wurde in der Folgezeit zugunsten der Errichtung einer Eigentumswohnungs-Anlage abgebrochen. |           |

## Kurgartenstraße (bis 1903Hinterreihe)
| Adresse und/oder Standort | Bezeichnung                               | Erbaut | Zerstört | Besonderheiten und Anmerkungen | Abbildung |
| ------------------------- | ----------------------------------------- | ------ | -------- | --- | --------- |
| Kurgartenstraße 143       | Hôtel Goldschmitt, später Kurgarten-Hotel |        | 1925     | Das Hotel wurde für den Bau des Kurgarten-Hauses abgebrochen. |           |
| Kurgartenstraße 143       | Kurgarten-Haus                            | 1925   | 1972/73  | Das massige Gebäude sah im Verlauf der Jahrzehnte unterschiedliche Nutzungen: Bis zum Kriegsbeginn 1939 diente es als Erholungsheim der Berufskrankenkasse der kaufmännischen Angestellten. Im September 1939 übernahm die Schlichting-Werft das Haus zur Unterbringung von Werftarbeitern. Nach Kriegsende 1945 war es vorübergehend Sitz der britischen Militärverwaltung, von Ende 1945 bis 1948 Krankenhaus und ab 1949 Hotel, das in den 1950er Jahren den Namen Hotel Stockholm erhielt. In den Jahren 1972/73 wurde das Gebäude abgebrochen und durch den Neubau eines erheblich weniger voluminösen Wohnhauses ersetzt. Die monumentale Statue eines Lotsen, die in die Ecke des Bauwerks integriert war, befindet sich nun an der Travemünder Lotsenstation. |           |

## Pötenitzer Weg
| Adresse und/oder Standort                                          | Bezeichnung         | Erbaut | Zerstört | Besonderheiten und Anmerkungen | Abbildung |
| ------------------------------------------------------------------ | ------------------- | ------ | -------- | --- | --------- |
| Ehemaliges Flughafengelände auf dem Priwall an der Pötenitzer Wiek | Flugzeughalle       | 1928   | 1945–47  | Die Flugzeughalle des Hanseatischen Flughafens Lübeck-Travemünde, mit einer Grundfläche von 60×60 Metern und einer Höhe von 18 Metern für die damals größten Wasserflugzeuge ausgelegt, wurde nach einem Jahr Bauzeit am 7. März 1928 eingeweiht. Zusammen mit den meisten anderen Bauten des während des Zweiten Weltkriegs militärisch genutzten Flughafengeländes wurde sie 1945–47 abgebrochen.                                  |           |
| Pötenitzer Weg 10–15                                               | Abfertigungsgebäude | 1926   | 1927     | Das hölzerne Abfertigungsgebäude des Hanseatischen Flughafens Lübeck-Travemünde war eines der ersten seiner Art in Deutschland und beherbergte neben Wartehalle und Schalter ein kleines Restaurant; es wurde rechtzeitig für die Aufnahme des Flugverkehrs am 19. April 1926 fertiggestellt. Bereits am 15. Dezember 1927 brannte es nieder und wurde rasch durch einen Neubau in Massivbauweise ersetzt, der noch heute existiert. |           |

## Rönnauer Weg
| Adresse und/oder Standort | Bezeichnung                                     | Erbaut | Zerstört | Besonderheiten und Anmerkungen | Abbildung |
| ------------------------- | ----------------------------------------------- | --- | -------- | --- | --------- |
| Rönnauer Weg 8            | Rönnauer Wassermühle (mit zugehöriger Bäckerei) | Undokumentiert; zwischen 1263 und 1547 (die Bäckerei wurde erst im ausgehenden 19. Jahrhundert errichtet) | 1970     | Der seinerzeitige Müller ließ 1850 auf demselben Grundstück die Rönnauer Windmühle errichten, um vom Wasserzufluss unabhängig zu sein. Trotz der Auflage des Senats, nach Fertigstellung der Windmühle die Wassermühle abzubrechen, wurden beide Mühlen über ein halbes Jahrhundert lang parallel betrieben, bis die Wassermühle wohl um 1920 außer Betrieb genommen wurde. Die Wassermühle wurde 1970 abgerissen, die Windmühle hingegen existiert, äußerlich wiederhergerichtet und innen zum Wohnhaus umgebaut, noch heute. |           |
| Rönnauer Weg 10           | Restaurant zur Rönnauer Mühle                   | | 1970     | Das zur Rönnauer Mühle gehörende Mühlenanwesen wurde von den Müllern von der zweiten Hälfte des 19. Jahrhunderts an als Restaurant und Pension betrieben. 1970 wurde das Anwesen zusammen mit allen Nebengebäuden abgebrochen. |           |

## Strandpromenade
| Adresse und/oder Standort                                     | Bezeichnung                                                 | Erbaut    | Zerstört | Besonderheiten und Anmerkungen | Abbildung |
| ------------------------------------------------------------- | ----------------------------------------------------------- | --------- | -------- | --- | --------- |
| Strandpromenade an der heutigen Einmündung der Bertlingstraße | Strandpavillon                                              | 1882      | 1926     | Der erste Strandpavillon Travemündes war vom seinerzeitigen Lübecker Stararchitekten Julius Grube entworfen worden. Der zweistöckige, achteckige Holzbau beherbergte ein Restaurant mit 505 Plätzen in unmittelbarer Nähe zum Strand. Im Winter 1926/27 wurde das überalterte und mittlerweile als stilistisch unpassend empfundene Gebäude abgebrochen. Der Nachfolgebau entstand an anderer Stelle (Kaiserallee 30, siehe dort), der ursprüngliche Standort wurde nicht wieder bebaut; noch heute zeigt ein runder Platz an der Einmündung der Bertlingstraße in die Strandpromenade deutlich, wo sich der alte Strandpavillon befand. |           |
| Strandpromenade gegenüber von Nr. 1b                          | Damen-Badeanstalt                                           | 1873      | 1904     | Das Damen-Seebad wurde in der Silvesternacht 1904/1905 bei einer Sturmflut so stark beschädigt, dass es abgebrochen werden musste. |           |
| Strandpromenade gegenüber von Nr. 1b                          | Herren-Badeanstalt                                          | 1881      | 1904     | Das Herren-Seebad wurde als baugleiches Pendant zur Damen-Badeanstalt unmittelbar nördlich anschließend errichtet und fiel ebenfalls der Silvestersturmflut 1904/1905 zum Opfer. |           |
| Strandpromenade gegenüber von Nr. 1b                          | Badeanstalt                                                 | 1905      | 1951     | Nachdem die alten beiden Herren- und Damen-Seebadeanstalten im Vorjahr durch eine Sturmflut zerstört worden waren, wurde 1905 der Neubau an gleicher Stelle errichtet. Sie wurde bei einer Sturmflut im Winter 1910 beschädigt, im Jahr darauf repariert und 1951 als veraltet abgebrochen. |           |
|                                                               | Warmbadehaus                                                | 1802      | 1820     | Das erste Warmbadehaus des Seebads Travemünde, ein Fachwerkbau unmittelbar am Strand, wurde 1820 bei einer Sturmflut so stark beschädigt, dass es abgerissen werden musste. |           |
|                                                               | Warmbadehaus                                                | 1822      | 1872     | An gleicher Stelle wie der Vorgängerbau wurde nach Plänen von Joseph Christian Lillie 1821/22 ein neues Warmbadehaus errichtet; das klassizistische Gebäude mit Mansarddach und Kolonnaden verfügte über acht Badezimmer. Beim Ostseesturmhochwasser 1872 wurde es so stark beschädigt, dass der Abriss notwendig wurde. Nachfolger war das noch 1873 fertiggestellte Hansa-Haus, Außenallee 6 (siehe oben). |           |
| Strandpromenade 1b                                            | Warmbadeanstalt                                             | 1901      | 1958     | Das Warmbadehaus wurde für die Errichtung des 1959 eingeweihten neuen Kurmittelhauses abgerissen, das seinerseits 1971 für die Errichtung des Maritim Travemünde weichen musste. |           |
| Strandpromenade 1b                                            | Aqua Top; zuvor Meerwasser-Schwimmbad und Strandbad-Centrum | 1966/1973 | 2011     | 1964–66 entstand auf dem Leuchtenfeld das Meerwasser-Schwimmbad, das großen Zuspruch fand und bereits drei Jahre später am Rande seiner Kapazitäten angelangt war. Die Genehmigung für den Bau des Maritim Travemünde wurde letztlich erteilt, weil das Hotelunternehmen sich verpflichtete ein erheblich größeres öffentlich zugängliches Schwimmbad zu errichten. Das bestehende Schwimmbadgebäude (rechts, erkennbar an den metallisch glänzenden Dachrauten) wurde in den neuen Komplex einbezogen, der ab 1971 entstand und 1973 als Strandbad-Centrum in Betrieb ging. 1989 fanden umfangreiche Modernisierungsumbauten statt, verbunden mit einer Umbenennung in Aqua Top. Die Umbauten wurden jedoch mangelhaft durchgeführt, wie in den Folgejahren immer deutlicher zu Tage trat: 1998 waren, bei sinkenden Besucherzahlen, jährliche Instandhaltungszuschüsse von 3 Millionen D-Mark notwendig. Am 1. Januar 2004 schließt die Stadt das verlustbringende Schwimmbad, aber wegen Unklarheiten bei den Besitzverhältnissen, Meinungsverschiedenheiten über eine mögliche Nachnutzung des Gebäudes und die Frage, ob mit dem Abbruch nicht besser gewartet werden solle, bis ein Ersatz errichtet wurde, beginnt der Abriss erst am 14. Januar 2011. |           |
| Strandpromenade 6                                             | Strand-Hotel                                                | 1898      | 1973     | Das Strand-Hotel, eines der ältesten Gebäude an der Strandpromenade, wurde 1973 abgebrochen, um Platz für die Errichtung der Eigentumswohnungs-Anlage Kaiserallee 2c zu schaffen. |           |
| Strandpromenade 8 / Kaiserallee 4                             | Fürstenhof                                                  | 1899      | 1959     | Das Haus beherbergte ursprünglich bis zur Fertigstellung des neuen Kurhauses 1914 die Büros der Kurverwaltung und das Lesezimmer für Kurgäste. Danach wurde es unter dem Namen Fürstenhof zum Hotel umgebaut. 1959 wurde es abgebrochen, um für den 1960/61 errichteten Neubau eines siebenstöckigen Hotels der Eurotel-Gruppe Platz zu schaffen; dieser Bau ist heute eine Eigentumswohnung-Anlage. |           |

## Travemünder Landstraße(bis 1914Travemünder Chaussee)
| Adresse und/oder Standort                                                                                   | Bezeichnung            | Erbaut | Zerstört | Besonderheiten und Anmerkungen | Abbildung |
| --- | ---------------------- | ------ | -------- | ------------------------------ | --------- |
| Auf der Westseite der Travemünder Landstraße, 60 Meter nördlich der ehemaligen Einmündung des Rönnauer Wegs | St. Jürgen-Siechenhaus | 1431   | 1969     |                                |           |

## Vogteistraße
| Adresse und/oder Standort | Bezeichnung                                    | Erbaut | Zerstört | Besonderheiten und Anmerkungen                                                                                                   | Abbildung |
| ------------------------- | ---------------------------------------------- | ------ | -------- | --- | --------- |
| Vogteistraße 13           | Bahnhof, später Stadt-Bahnhof und Hafenbahnhof | 1882   | 1913     | Der erste und bis zur Verlängerung der Strecke und der Eröffnung des Strandbahnhofs 18 Jahre später einzige Bahnhof Travemündes. |           |

## Vorderreihe
| Adresse und/oder Standort | Bezeichnung     | Erbaut   | Zerstört | Besonderheiten und Anmerkungen | Abbildung |
| ------------------------- | --------------- | -------- | -------- | --- | --------- |
| Vorderreihe 19            | Stadt Lübeck    | vor 1835 | 1882     | Das Gasthofsgebäude wurde 1882 durch ein neugotisches Treppengiebel-Haus ersetzt, das bis heute existiert. |           |
| Vorderreihe 39            | Prinz Heinrich  |          |          | Das Hotel bestand bis 1950. Das eigentliche Gebäude (heute Sitz der Nordland-Apotheke) existiert noch, doch die Fassade und der gesamte Vorderbau wurden in den 1960er Jahren abgebrochen und durch einen Neubau im zeitgenössischen Stil ersetzt. |           |
| Vorderreihe 52            | Hôtel de Russie | 1832     | 1910     | Das hochklassige Hôtel de Russie wurde eröffnet, nachdem durch die 1830 in Betrieb genommene Dampfschifflinie nach St. Petersburg zunehmend wohlhabende Gäste aus Russland nach Travemünde kamen. 1910 wurde das mittlerweile veraltete Gebäude abgebrochen und durch einen im folgenden Jahr eingeweihten Neubau ersetzt. Mit Beginn des Ersten Weltkriegs wurde der Name zu Deutscher Kaiser geändert, und unter dieser Bezeichnung besteht das Hotel bis heute. |           |

## Einzelnachweis
1. ↑  Jan Zimmermann (Hrsg.): Hans Kripgans: Das Auge der Lübecker Nachrichten. Fotografien 1950–1959. Junius Verlag, Hamburg 2020, ISBN 978-3-96060-530-0, S. 199.